# Stephen Jessel
Stephen Jessel (14 augustus 1986) is een Ierse schaker met een FIDE-rating van 2304 in 2005 en 2336 in 2016. Hij is een FIDE meester (FM). 
In juli 2005 speelde hij in Dublin mee in het toernooi om het kampioenschap van Ierland en eindigde hij met 5.5 uit 9 op de vierde plaats.
In augustus 2015 eindigde hij bij het Wenen Open in de A-groep, met 465 deelnemers, op een 49e plaats met 6 pt. uit 9.